# Saint-Léon-sur-l'Isle
 Saint-Léon-sur-l'Isle  (en occitano Sent Leu d'Eila) es una población y comuna francesa, situada en la región de Aquitania, departamento de Dordoña, en el distrito de Périgueux y cantón de Saint-Astier.

## Demografía
| 842 | 1436 | 1708 | 1872 | 1934 | 1877 |
| Para los censos de 1962 a 1999 la población legal corresponde a la población sin duplicidades (Fuente: INSEE [Consultar]) |      |      |      |      |      |